# Scomberesox saurus

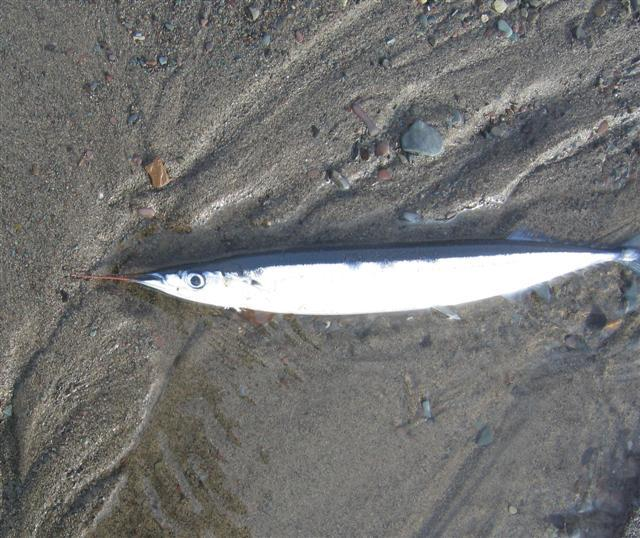

La costardella (Scomberesox saurus) è un pesce di mare della famiglia Scomberesocidae.

## Distribuzione e habitat
Si tratta di una specie cosmopolita, presente nei settori caldi e temperati di tutti gli oceani. In Europa è diffusa nel mar Mediterraneo e lungo le coste atlantiche a nord fino alla Manica, talvolta fino alla Norvegia. Nei mari italiani è segnalata ovunque (più di rado nell'alto Adriatico) ed è comunissima nello stretto di Messina. È pelagica e non si avvicina alle coste che nel periodo della riproduzione.

## Descrizione
Simile all'aguglia ma meno allungata, con rostro più corto e dotato di denti sottili. Questo pesce ha pinna dorsale e pinna anale molto arretrate, opposte e simmetriche. La pinna caudale è forcuta; sul peduncolo caudale sono presenti pinnule simili a quelle degli Scombridae.
La colorazione è bruna o verdastra sul dorso con una fascia argentea sui fianchi, spesso accompagnata da una linea scura.
Le dimensioni raggiungono i 40 cm.

## Alimentazione
Si nutre di plancton e di giovani esemplari di sardine e acciughe.

## Riproduzione
Si riproduce da ottobre a dicembre e in tale occasione si avvicina leggermente alle coste. Le uova sono grandi (2 mm), pelagiche e dotate di filamenti rigidi. I giovanili, dal vistoso colore azzurro, sono privi di "becco", che ha uno sviluppo differenziale, dapprima si sviluppa la mascella inferiore, la superiore si allungherà quando il pesce misura circa 15 cm.

## Biologia
È una specie gregaria e forma banchi talvolta immensi.

## Predatori
Rappresenta un anello importante della catena trofica e viene catturata in gran quantità da tonni, palamite, pesci spada, cetacei e uccelli di mare.

## Pesca
Questa specie ha importanza per il consumo, soprattutto nella zona dello stretto di Messina, dove viene pescato con apposite reti da circuizione. Al contrario dell'aguglia non abbocca alle lenze. Le carni sono pregiate e non ha le ossa verdi tipiche dell'aguglia. A Messina, dove questo pesce costituisce un piatto tipico, viene consumata fritta ed accompagnata con cipolla.